# Matej Ninoslav av Bosnien
Matej Ninoslav av Bosnien, död 1250, var Bosniens regent från 1232 till 1250.